# القرات (إب)

تعديل مصدري - تعديل

القرات هي إحدى قرى عزلة بلادشار بمديرية إب التابعة لمحافظة إب، بلغ تعداد سكانها 502 نسمة حسب تعداد اليمن لعام 2004.